# 623. grenadirski polk (Wehrmacht)
623. grenadirski polk (izvirno nemško 623. Grenadier-Regiment; kratica 623. GR) je bil pehotni polk Heera v času druge svetovne vojne.